# Flacillula minuta
Flacillula minuta är en spindelart som först beskrevs av Lucien Berland 1929.  Flacillula minuta ingår i släktet Flacillula och familjen hoppspindlar. Inga underarter finns listade i Catalogue of Life.